# Baixa Iafa
Baixa Iafa ou Iafa Inferior (em árabe: يافع السفلى pronunciado em árabe:Yāfi‘ as-Suflá ), ou Sultanato da Baixa Iafa (em árabe: سلطنة يافع السفلى pronunciado em árabe: Salṭanat Yāfi‘ as-Suflá), foi um sultanato no Protetorado de Adem governado pela dinastia Al Afifi. Sua capital era Jar. A Baixa Iafa era uma parte de Iafa, a outra parte era Iafa Superior. Agora faz parte da República do Iémen.

## História

### Iafa e o Império Himiarita
Iafa foi a sede da antiga dinastia himiarita, que durou de 110 a.C. a 632 d.C., quando foi totalmente integrada ao califado ortodoxo.
A tribo iafai era tradicionalmente dividida em 10 ramos ou xeques, dos quais 5 estão em Iafa Inferior e os outros 5 em Iafa Superior. Esses xeiques são divididos em muitos ramos menores e famílias extensas.

### Tempos modernos
Logo após a captura britânica de Ádem, um compromisso foi firmado em 1839 com Ali bin Ghalib, sultão da Baixa Iafai, semelhante ao concluído com os sultões Abdali e Fadhli. Seria fielmente respeitado.
O sultão Ali bin Ghalib morreu em 1841, já idoso, e foi sucedido por seu filho, Ahmed bin Ali. Ele morreu em setembro de 1873 e foi sucedido por seu filho, Ali bin Ahmed, que foi sucedido por seu irmão, Muhsin bin Ahmed, em maio de 1885. Este último morreu em julho de 1891, e seu sobrinho, o sultão Ahmed bin Ali, foi eleito seu sucessor. O Governo da Índia sancionou a continuação, com efeito a partir de 20 de julho de 1891, do subsídio anual de 250 dólares de que gozava o falecido Sultão.
Em 1 de agosto de 1895, um Tratado de Protetorado foi concluído entre os britânicos e o Baixa Iafai.
Em 1873, as hostilidades eclodiram entre os Iafai e os Fadli, em consequência do sultão Iafai ter repudiado um compromisso, concluído em seu nome por seu filho e na presença do residente em Adem, pelo qual ele consentiu em aceitar do sultão Fadli uma taxa de 25 dólares por ano pelo uso de água para irrigação. Por esta quebra de fé, o subsídio do Sultão Iafai foi temporariamente retido.
De 1888 a 1893, conflitos intermitentes, interrompidos por breves tréguas, ocorreram com os Fadli sobre o abastecimento de água do canal de Naza. Em 1893 foi feita uma trégua que foi mantida por vários anos.
Em 1893, o sultão Ahmed bin Ali visitou Áden a caminho de Meca, onde morreu em 27 de junho. Ele foi sucedido pelo sultão Bubakar bin Seif.
Em 1899, o sultão Bubakar bin Seif morreu. Ele foi sucedido pelo sultão Abdulla bin Muhsin.
Em 1902, o sultão Fadhli estabeleceu um novo posto alfandegário em Zanzibar e cobrou taxas sobre as qafilahs Iafai. Os iafais retaliaram cortando o fornecimento de água do canal Naza. Os fadlis então atacaram Al Husn e Ar Rawa. Em 1903, o residente tentou fechar um acordo, mas o sultão iafai se recusou a comparecer à conferência. Em 1904, os fadlis atacaram Ar Rawa e Khanfar, tomando posse deste último e por um tempo nenhum acordo foi alcançado; enquanto as relações com o sultão da Baixa Iafai continuaram tensas, em parte devido à sua insatisfação com a posição concedida a certas seções do Alto Iafai, sobre as quais ele estava inclinado a reivindicar a suserania geral, e em parte à sua insatisfação com a posição e precedência atribuídas a si mesmo.
Em 1916, o sultão Abdulla bin Muhsin morreu. Ele foi sucedido por seu primo, o sultão Muhsin bin Ali, que renovou relações amigáveis com a Residência de Aden, à qual fazia visitas periódicas.
Em 1925, o sultão Muhsin bin Ali morreu e foi sucedido por seu filho, o sultão Aidrus bin Mubsin bin Ali. Este sultão estabeleceu sua autoridade pessoal sobre todos os clãs Yafai Inferiores.
Em junho de 1926, uma trégua de quatro anos foi concluída entre os sultões de Iafai Inferior e Fadli.
Em junho de 1929, o sultão de Lahij resolveu esta rivalidade de longa data e devolveu canfar a Baixa Iafai.
Em novembro de 1925, o Major MC Lake foi enviado em uma missão especial para Baixa e Iafai Inferior. O sultão Aidrus deu-lhe uma recepção calorosa e deu-lhe toda a assistência em sua jornada.
Em 1926, o sultão Aidrus bin Mulisin recebeu uma saudação pessoal de 9 armas.
Em 1931, a população da Baixa Iafai foi estimada em 70.000 habitantes e a receita bruta em Rs. 10.000 por ano.
O Sultanato de Iafa Inferior foi um membro fundador da Federação dos Emirados Árabes do Sul em 1959 e sua sucessora, a Federação da Arábia do Sul, em 1963. Seu último sultão, Mahmūd ibn Aidrūs Al Afīfi, foi deposto e seu estado abolido em 1967 com a fundação do Iémen do Sul. Eventualmente, o Iémen do Sul uniu-se ao Iémen do Norte em 1990 para formar a República do Iémen.

## Geografia
Sua capital foi a antiga residência dos sultões Banū Afīf. Havia uma segunda capital em Al Qara, onde se localizava um palácio pitoresco, o retiro nas montanhas do sultão.